# Општина Берзовија (Караш-Северин)
Берзовија (рум. Berzovia) општина је у Румунији у округу Караш-Северин.
Oпштина се налази на надморској висини од 147 m.